# Alfredo Arias (entrenador)
Alfredo Carlos Arias Sánchez (Shangrilá, Canelones, 28 de noviembre de 1958) es un exfutbolista y entrenador uruguayo. Actualmente dirige al Club Junior F. C. de la Categoría Primera A de Colombia.

## Trayectoria

### Como entrenador
Como entrenador, empezó su trayectoria en el club Montevideo Cricket Club de la Liga Universitaria para luego pasar a las divisiones juveniles del club Montevideo Wanderers. donde hizo un trabajo destacado.
El 12 de diciembre de 2011, tras el alejamiento de Daniel Carreño y debido a su gran trabajo en divisiones formativas y a su estilo de juego, Arias (que se desempeñaba como entrenador de la sub-17) fue designado como el nuevo entrenador del primer equipo.
Su cuerpo técnico fue conformado con Vicente Estavillo como ayudante técnico y el preparador físico Prof. Ignacio Berriel.
Para la temporada 2012/2013, modificó su ayudante técnico con la incorporación de Héctor Rodríguez Peña, siendo este Cuerpo Técnico el que mantiene hasta la actualidad.
El proceso en el Montevideo Wanderers fue destacado por la forma de juego del equipo y por la promoción de jugadores de divisiones formativas con gran suceso, además de los grandes logros deportivos. Al mando del equipo Arias consiguió el Torneo Clausura 2013/2014 y la Tabla Anual del Campeonato Uruguayo de Primera División 2013-14 (siendo el primer equipo además de Nacional y Peñarol en ganarla) y las clasificaciones a copas internacionales Copa Sudamericana 2013 y Copa Libertadores 2015. En esta última competencia internacional clasifica a Montevideo Wanderers entre los 16 mejores de América, siendo el único equipo representante de Uruguay en esa instancia.
Luego de 3 años y medio de estar al frente del Montevideo Wanderers y tras finalizar su destacada participación en Copa Libertadores, en junio de 2015 Arias y su cuerpo técnico deciden dar finalizado el exitoso proceso.
En diciembre de 2015 Arias y su cuerpo técnico asumen funciones en Santiago Wanderers de Valparaíso, equipo de Primera División del Fútbol Chileno. Santiago Wanderers fue el único equipo de Primera División que no se reforzó para esa parte de la Temporada (producto de diferencias dentro de la gestión inversionista y administrativa del club). Arias tomó el plantel y ascendió 4 jugadores del fútbol joven. Con un grupo compuesto por varios juveniles y algunos jugadores experientes, Santiago Wanderers realiza una gran campaña, peleando el título hasta la fecha 14. Arias fue reconocido como el técnico que revoluciona Santiago Wanderers.
A mediados de 2016 llega al Club Sport Emelec. Esa temporada logra el vicecampeonato y la clasificación a Copa Libertadores 2017. Al finalizar la temporada 2016 se transfieren varios futbolistas importantes como Ángel Mena, Gabriel Achilier, Fernando Giménez y Cristian Guanca (goleador del equipo con 21 tantos) entre otros. El plantel se renueva para el año 2017, dando confianza a jugadores jóvenes del club y alguna incorporación de equipos menores del Ecuador, sumado a referentes como Óscar Bagüí, Pedro Quiñónez, Fernando Gaibor y Jorge Guagua. Emelec realiza una muy buena actuación en Copa Libertadores 2017 quedando entre los 16 mejores, perdiendo por penales ante San Lorenzo de Almagro en octavos de final luego de ganar 1 a 0 en Argentina. Finaliza la temporada consagrándose Campeón del Campeonato Ecuatoriano de Fútbol 2017 tras vencer en 2 finales al Delfín Sporting Club por un global de 6 goles contra 2.
Al iniciar el año 2018, Club Sport Emelec se consagra Campeón del tradicional torneo Copa del Pacífico en su VII Edición.
A finales de mayo de 2018, Arias deja de ser el entrenador del Club Sport Emelec considerando el proceso debía de ser finalizado.
El 16 de junio de 2018 Arias asume la responsabilidad de dirigir al Club Bolívar de Bolivia, mismo que finalizaría apenas concluidos 6 meses desde su arribo al club por los resultados nada favorables al club.
A inicios de enero de 2019 es pretendido por el Club Sporting Cristal en miras al campeonato local peruano y a la participación en la Copa Libertadores 2019.
Tras no prosperar su llegada a Cristal, en marzo de 2019 es presentado como nuevo entrenador de Universidad de Chile, en reemplazo de Frank Darío Kudelka. Su llegada fue polémica debido a que negoció su contrato antes que Kudelka fuese cesado del cargo y fue descubierto mintiendo sobre el momento en que había llegado a Chile para firmar su vínculo con los azules. Con cinco partidos dirigidos, Arias obtuvo dos empates y tres derrotas, incluida una derrota en el Clásico universitario ante Universidad Católica por 4 goles a 0. Finalmente, el 4 de agosto de 2019, es despedido de su cargo de entrenador del Club Universidad de Chile, con el peor rendimiento de un entrenador en la historia profesional del club universitario.
En noviembre de 2022, llega al Club Atlético Peñarol. A pesar de haberse consagrado campeón del Torneo Apertura 2023, fue cesado el 18 de junio del mismo año. Durante su mandato, el equipo aurinegro recibió por primera vez en su historia tres tantos en cuatro partidos consecutivos. Además, la campaña del conjunto mirasol en la Copa Sudamericana 2023, bajo la dirección de Arias, fue la peor a nivel internacional de su historia, logrando cero unidades y recibiendo dieciséis goles en seis encuentros. En el 2023 fue subcampeón con el Independiente Medellín de Liga Betplay, clausura 2023 perdiendo por penales ante el Club Junior F.C. en el estadio Atanasio Girardot en Medellín.

#### Club Junior F. C.
El 25 de junio de 2025 fue presentado como nuevo entrenador del Club Junior F. C.

## Clubes

### Como futbolista
| Club                 | País    | Año       |
| -------------------- | ------- | --------- |
| Nacional             | Uruguay | 1976      |
| Montevideo Wanderers | Uruguay | 1977-1978 |
| Liverpool            | Uruguay | 1978      |
| Real Jaén            | España  | 1979      |
| Peñarol              | Uruguay | 1980-1981 |
| Palestino            | Chile   | 1981-1982 |
| Montevideo Wanderers | Uruguay | 1983      |
| O'Higgins            | Chile   | 1984      |
| Huachipato           | Chile   | 1985      |
| Trasandino           | Chile   | 1986      |
| Tampico Madero       | México  | 1987      |

### Como entrenador
| Equipo                            | Div.                | Temporada           | Liga | Liga | Liga | Liga | Liga |    | Copa | Copa | Copa | Copa |    | Internacional | Internacional | Internacional | Internacional | Internacional |   | Otros | Otros | Otros | Otros |     | Totales     | Totales | Totales | Totales | Totales | Totales | Totales | Totales | Totales |
| Equipo                            | Div.                | Temporada           | PD   | G    | E    | P    | Pos. | PD | G    | E    | P    | PD   | G  | E             | P             | Pos.          | PD            | G             | E | P     | PD    | G     | E     | P   | Rendimiento | GF      | GC      | Dif.    | Ptos.   |         |         |         |         |
| --------------------------------- | ------------------- | ------------------- | ---- | ---- | ---- | ---- | ---- | -- | ---- | ---- | ---- | ---- | -- | ------------- | ------------- | ------------- | ------------- | ------------- | - | ----- | ----- | ----- | ----- | --- | ----------- | ------- | ------- | ------- | ------- | ------- | ------- | ------- | ------- |
| Montevideo Wanderers · Uruguay    | 1.ª                 | 2011-12             | 15   | 7    | 3    | 5    | 6.º  | -  | -    | -    | -    | -    | -  | -             | -             | -             | -             | -             | - | -     | 15    | 7     | 3     | 5   | 53.34%      | 26      | 25      | +1      | 24      |         |         |         |         |
| Montevideo Wanderers · Uruguay    | 1.ª                 | 2012-13             | 30   | 11   | 7    | 12   | 6.º  | -  | -    | -    | -    | 2    | 0  | 1             | 1             | 1ªF           | -             | -             | - | -     | 32    | 11    | 8     | 13  | 42.71%      | 42      | 40      | +2      | 41      |         |         |         |         |
| Montevideo Wanderers · Uruguay    | 1.ª                 | 2013-14             | 33   | 18   | 9    | 6    | 2.º  | -  | -    | -    | -    | -    | -  | -             | -             | -             | -             | -             | - | -     | 33    | 18    | 9     | 6   | 63.64%      | 63      | 41      | +22     | 63      |         |         |         |         |
| Montevideo Wanderers · Uruguay    | 1.ª                 | 2014-15             | 30   | 10   | 4    | 16   | 11.º | -  | -    | -    | -    | 8    | 3  | 2             | 3             | 1/8           | -             | -             | - | -     | 38    | 13    | 6     | 19  | 39.47%      | 51      | 50      | +1      | 45      |         |         |         |         |
| Santiago Wanderers · Chile        | 1.ª                 | 2015-A              | 1    | 1    | 0    | 0    | 8.º  | -  | -    | -    | -    | -    | -  | -             | -             | -             | -             | -             | - | -     | 1     | 1     | 0     | 0   | 100%        | 2       | 1       | +1      | 3       |         |         |         |         |
| Santiago Wanderers · Chile        | 1.ª                 | 2016-C              | 15   | 6    | 5    | 4    | 6.º  | -  | -    | -    | -    | -    | -  | -             | -             | -             | 4             | 0             | 3 | 1     | 19    | 6     | 8     | 5   | 45.62%      | 31      | 27      | +4      | 26      |         |         |         |         |
| Santiago Wanderers · Chile        | Total               | Total               | 16   | 7    | 5    | 4    | -    | -  | -    | -    | -    | -    | -  | -             | -             | -             | 4             | 0             | 3 | 1     | 20    | 7     | 8     | 5   | 48.33%      | 33      | 28      | +5      | 29      |         |         |         |         |
| Emelec · Ecuador                  | 1.ª                 | 2016                | 30   | 18   | 4    | 8    | 2.º  | -  | -    | -    | -    | 4    | 2  | 1             | 1             | 2ªF           | -             | -             | - | -     | 34    | 20    | 5     | 9   | 63.72%      | 63      | 36      | +27     | 65      |         |         |         |         |
| Emelec · Ecuador                  | 1.ª                 | 2017                | 46   | 25   | 14   | 7    | 1.º  | -  | -    | -    | -    | 8    | 4  | 1             | 3             | 1/8           | -             | -             | - | -     | 54    | 29    | 15    | 10  | 62.96%      | 86      | 49      | +37     | 102     |         |         |         |         |
| Emelec · Ecuador                  | 1.ª                 | 2018                | 14   | 8    | 1    | 5    | Inc. | -  | -    | -    | -    | 5    | 0  | 1             | 4             | Inc.          | -             | -             | - | -     | 19    | 8     | 2     | 9   | 45.62%      | 24      | 24      | +0      | 26      |         |         |         |         |
| Emelec · Ecuador                  | Total               | Total               | 90   | 51   | 19   | 20   | -    | -  | -    | -    | -    | 17   | 6  | 3             | 8             | -             | -             | -             | - | -     | 107   | 57    | 22    | 28  | 60.12%      | 173     | 109     | +64     | 193     |         |         |         |         |
| Bolívar · Bolivia                 | 1.ª                 | 2018-C              | 26   | 15   | 2    | 9    | 4.º  | -  | -    | -    | -    | 2    | 0  | 0             | 2             | 2ªF           | -             | -             | - | -     | 28    | 15    | 2     | 11  | 55.95%      | 73      | 51      | +22     | 47      |         |         |         |         |
| Bolívar · Bolivia                 | Total               | Total               | 26   | 15   | 2    | 9    | -    | -  | -    | -    | -    | 2    | 0  | 0             | 2             | -             | -             | -             | - | -     | 28    | 15    | 2     | 11  | 55.95%      | 73      | 51      | +22     | 47      |         |         |         |         |
| Universidad de Chile · Chile      | 1.ª                 | 2019                | 12   | 1    | 7    | 4    | Inc. | 4  | 3    | 1    | 0    | -    | -  | -             | -             | -             | -             | -             | - | -     | 16    | 4     | 8     | 4   | 41.67%      | 22      | 24      | -2      | 20      |         |         |         |         |
| Universidad de Chile · Chile      | Total               | Total               | 12   | 1    | 7    | 4    | -    | 4  | 3    | 1    | 0    | -    | -  | -             | -             | -             | -             | -             | - | -     | 16    | 4     | 8     | 4   | 41.67%      | 22      | 24      | -2      | 20      |         |         |         |         |
| Montevideo Wanderers · Uruguay    | 1.ª                 | 2019                | 15   | 5    | 4    | 6    | 10.º | -  | -    | -    | -    | -    | -  | -             | -             | -             | -             | -             | - | -     | 15    | 5     | 4     | 6   | 42.22%      | 19      | 18      | +1      | 19      |         |         |         |         |
| Montevideo Wanderers · Uruguay    | Total               | Total               | 123  | 51   | 27   | 45   | -    | -  | -    | -    | -    | 10   | 3  | 3             | 4             | -             | -             | -             | - | -     | 133   | 54    | 30    | 49  | 48.12%      | 201     | 174     | +27     | 192     |         |         |         |         |
| Deportivo Cali · Colombia         | 1.ª                 | 2020                | 23   | 8    | 12   | 3    | 1/4  | 1  | 0    | 1    | 0    | 6    | 3  | 0             | 3             | 1/8           | -             | -             | - | -     | 30    | 11    | 13    | 6   | 51.11%      | 44      | 39      | +5      | 46      |         |         |         |         |
| Deportivo Cali · Colombia         | 1.ª                 | 2021-A              | 20   | 9    | 7    | 4    | 1/4  | -  | -    | -    | -    | 2    | 0  | 1             | 1             | 1ªF           | -             | -             | - | -     | 22    | 9     | 8     | 5   | 53.03%      | 21      | 20      | +1      | 35      |         |         |         |         |
| Deportivo Cali · Colombia         | 1.ª                 | 2021-F              | 8    | 2    | 3    | 3    | Inc. | 2  | 1    | 1    | 0    | -    | -  | -             | -             | -             | -             | -             | - | -     | 10    | 3     | 4     | 3   | 43.33%      | 14      | 15      | -1      | 13      |         |         |         |         |
| Independiente Santa Fe · Colombia | 1.ª                 | 2022-F              | 26   | 12   | 7    | 7    | 1/2  | -  | -    | -    | -    | -    | -  | -             | -             | -             | -             | -             | - | -     | 26    | 12    | 7     | 7   | 55.12%      | 33      | 35      | -2      | 43      |         |         |         |         |
| Independiente Santa Fe · Colombia | Total               | Total               | 26   | 12   | 7    | 7    | -    | -  | -    | -    | -    | -    | -  | -             | -             | -             | -             | -             | - | -     | 26    | 12    | 7     | 7   | 55.12%      | 33      | 35      | -2      | 43      |         |         |         |         |
| Peñarol · Uruguay                 | 1.ª                 | 2023                | 17   | 10   | 4    | 3    | Inc. | -  | -    | -    | -    | 6    | 1  | 0             | 5             | Inc.          | -             | -             | - | -     | 23    | 11    | 4     | 8   | 53.63%      | 35      | 33      | +2      | 37      |         |         |         |         |
| Peñarol · Uruguay                 | Total               | Total               | 17   | 10   | 4    | 3    | -    | -  | -    | -    | -    | 6    | 1  | 0             | 5             | -             | -             | -             | - | -     | 23    | 11    | 4     | 8   | 53.63%      | 35      | 33      | +2      | 37      |         |         |         |         |
| Independiente Medellín · Colombia | 1.ª                 | 2023-F              | 28   | 16   | 9    | 3    | 2.º  | 4  | 2    | 0    | 2    | 2    | 0  | 0             | 2             | 1/16          | -             | -             | - | -     | 34    | 18    | 9     | 7   | 61.76%      | 53      | 33      | +20     | 63      |         |         |         |         |
| Independiente Medellín · Colombia | 1.ª                 | 2024-A              | 19   | 8    | 5    | 6    | 9.º  | -  | -    | -    | -    | 7    | 4  | 2             | 1             | Inc.          | -             | -             | - | -     | 26    | 12    | 7     | 7   | 55.12%      | 38      | 38      | +0      | 43      |         |         |         |         |
| Independiente Medellín · Colombia | 1.ª                 | 2024-F              | 5    | 1    | 3    | 1    | Inc. | -  | -    | -    | -    | -    | -  | -             | -             | -             | -             | -             | - | -     | 5     | 1     | 3     | 1   | 40%         | 3       | 4       | -1      | 6       |         |         |         |         |
| Independiente Medellín · Colombia | Total               | Total               | 52   | 25   | 17   | 10   | -    | 4  | 2    | 0    | 2    | 9    | 4  | 2             | 3             | -             | -             | -             | - | -     | 65    | 31    | 19    | 15  | 57.43%      | 94      | 75      | +19     | 112     |         |         |         |         |
| Deportivo Cali · Colombia         | 1.ª                 | 2025-A              | 20   | 5    | 9    | 6    | 13.º | -  | -    | -    | -    | -    | -  | -             | -             | -             | -             | -             | - | -     | 20    | 5     | 9     | 6   | 40%         | 14      | 17      | -3      | 24      |         |         |         |         |
| Deportivo Cali · Colombia         | Total               | Total               | 71   | 24   | 31   | 16   | -    | 3  | 1    | 2    | 0    | 8    | 3  | 1             | 4             | -             | -             | -             | - | -     | 82    | 28    | 34    | 20  | 47.97%      | 93      | 91      | +2      | 118     |         |         |         |         |
| Junior · Colombia                 | 1.ª                 | 2025-F              | 7    | 5    | 2    | 0    | -    | 2  | 0    | 2    | 0    | -    | -  | -             | -             | -             | -             | -             | - | -     | 9     | 5     | 4     | 0   | 70.37%      | 19      | 10      | +9      | 19      |         |         |         |         |
| Junior · Colombia                 | Total               | Total               | 7    | 5    | 2    | 0    | -    | 2  | 0    | 2    | 0    | -    | -  | -             | -             | -             | -             | -             | - | -     | 9     | 5     | 4     | 0   | 70.37%      | 19      | 10      | +9      | 19      |         |         |         |         |
| Total en su carrera               | Total en su carrera | Total en su carrera | 440  | 201  | 121  | 118  | -    | 13 | 6    | 5    | 2    | 52   | 17 | 9             | 26            | -             | 4             | 0             | 3 | 1     | 509   | 224   | 138   | 147 | 53.05%      | 777     | 630     | +147    | 810     |         |         |         |         |
| 1. 2. 3. 4.                       |                     |                     |      |      |      |      |      |    |      |      |      |      |    |               |               |               |               |               |   |       |       |       |       |     |             |         |         |         |         |         |         |         |         |

#### Resumen estadístico
| Competición                 | Partidos | Ganados | Empatados | Perdidos | %      |
| --------------------------- | -------- | ------- | --------- | -------- | ------ |
| Primera División de Uruguay | 140      | 61      | 31        | 48       | 50.95% |
| Primera División de Chile   | 32       | 8       | 15        | 9        | 40.63% |
| Copa Chile                  | 4        | 3       | 1         | 0        | 83.33% |
| Serie A de Ecuador          | 90       | 51      | 19        | 20       | 63.71% |
| Primera División de Bolivia | 26       | 15      | 2         | 9        | 60.25% |
| Categoría Primera A         | 156      | 67      | 57        | 32       | 55.13% |
| Copa Colombia               | 9        | 3       | 4         | 2        | 48.14% |
| Copa Libertadores           | 21       | 7       | 4         | 10       | 39.68% |
| Copa Sudamericana           | 31       | 10      | 6         | 15       | 38.71% |
| TOTAL                       | 509      | 224     | 138       | 147      | 53.05% |

## Palmarés

### Como entrenador

#### Títulos nacionales
| Título                 | Equipo               | País    | Año  |
| ---------------------- | -------------------- | ------- | ---- |
| Torneo Clausura        | Montevideo Wanderers | Uruguay | 2014 |
| Campeonato Ecuatoriano | Emelec               | Ecuador | 2017 |
| Torneo Apertura        | Peñarol              | Uruguay | 2023 |

#### Distinciones individuales
| Distinción                       | Año     |
| -------------------------------- | ------- |
| Mejor Entrenador de la Temporada | 2013/14 |
| Mejor Entrenador de Ecuador.     | 2017    |

Otros logros:
- Subcampeón del Campeonato Uruguayo 2013-14 con Wanderers.
- Subcampeón del Campeonato Ecuatoriano 2016 con Emelec.
- Subcampeón del Campeonato Ecuatoriano 2018 con Emelec.
- Subcampeón de la Liga Betplay Dimayor, Clausura 2023 con Independiente Medellín.